# Cyphostyla
Cyphostyla es un género de plantas fanerógamas de la familia Melastomataceae con tres especies. Es originario  de Sudamérica. 

## Taxonomía
El género fue descrito por Henry Allan Gleason y publicado en Bulletin of the Torrey Botanical Club 56: 99, en el año 1929.